# Xiongnu

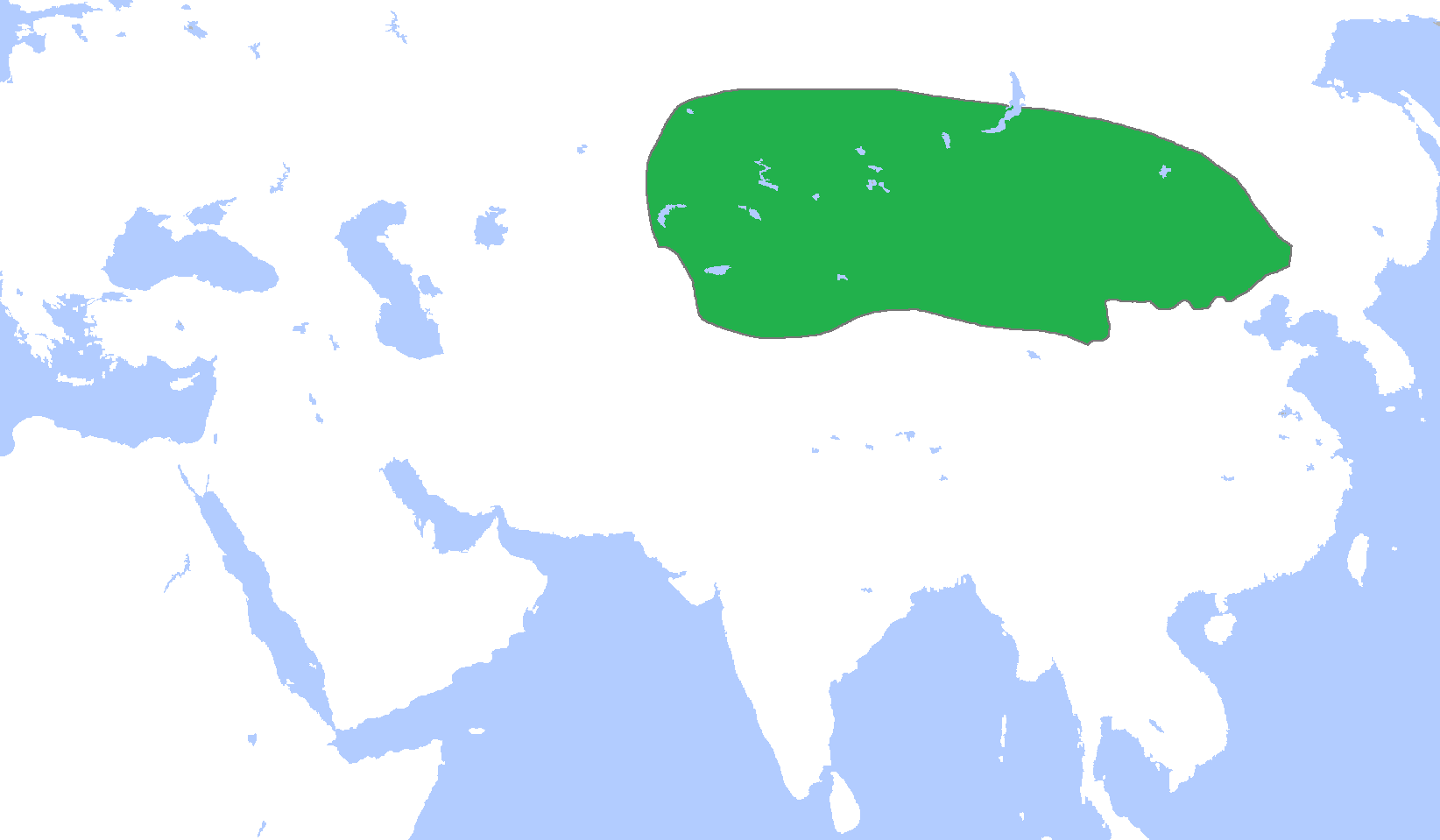
Antes da Guerra Han – Xiongnu : Território do Xiongnu, que inclui a Mongólia, Cazaquistão Oriental, Quirguistão Oriental e partes do norte da China, incluindo Manchúria Ocidental, Xinjiang, Mongólia Interior e Gansu.

Os xiongnu [ɕjʊ́ŋ.nǔ] (chinês : 匈奴; Wade–Giles: Hsiung-nu) eram uma confederação tribal de povos nômades que, segundo fontes chinesas antigas , habitavam a estepe da Eurásia oriental do século III a.C. até a final do século I d.C. Fontes chinesas informam que Modu Chanyu, líder supremo após 209 a.C., fundou o Império Xiongnu.
Eram ativos na área da Sibéria meridional, Manchúria ocidental e as modernas províncias chinesas da Mongólia Interior, Gansu e Xinjiang.
As suas origens e composição étnica não estão completamente clarificadas, mas de acordo com recentes escavações feitas em cemitérios da Mongólia datados do seu período, revelam que receberam contribuição genética dos citas orientais (basicamente dos chamados indo-europeus sakhas de regiões como Krasnoiarsk e Andronovo), que também podem apontar para grupos como os tocários, bem como linhagens maternas da Europa Oriental, ao mesmo tempo que material genético de mongóis típicos da Sibéria foram grandemente atestados em restos mortais de ambos os sexos. As pessoas podem ter apresentado um fenótipo mais indígena no geral, e mais miscigenado entre os indivíduos de sepulturas associadas à maior riqueza de bens funerários.
Segundo Sima Qian, os xiongnu eram descendentes dos chunwei (淳維), possivelmente de descendência dos jie. Eram pastores, usavam metais e eram reconhecidamente bons ginetes, como os demais povos das estepes euroasiáticas de seu tempo.
As relações entre chineses e o povo xiongnu foram complicadas e incluíram conflitos militares, intercâmbios de tributos e comércio, e também casamentos por tratado.
Existe uma assombrosa quantidade de informações sobre os xiongnus vindas de fontes chinesas. Não há nenhuma maneira de reconstruir nenhuma parte substancial da língua dos xiongnu. Mesmo sobre a família lingüística a qual pertenceu há profundas dúvidas. O pouco que conhecemos de seus títulos e nomes provém de transliterações chinesas. Os termos chineses para o povo -"xiongnu"-, ou seus líderes -"chanyu" (單于)- presumivelmente refletem o som da língua original.
A vinculação com grupos populacionais posteriores como os hunos, ávaros, e magiares foi parcialmente verificada, reconhecendo uma grande expansão dada a variedade territorial das estepes, e estão mais recentemente relacionados a alguns grupos das chamadas línguas túrquicas, sobretudo aos húngaros, basquires, iacutos e tártaros.